# Irene Brin
Irene Brin, all'anagrafe Maria Vittoria Rossi (Roma, 14 giugno 1911 – Bordighera, 31 maggio 1969), è stata una giornalista, scrittrice e gallerista italiana.
Fu giornalista di costume e scrittrice, viaggiatrice, mercante d'arte e donna di grande cultura, intelligenza e stile.

## Biografia

### La famiglia e gli esordi
Maria Vittoria Rossi, vero nome di Irene Brin, discendeva da una famiglia ligure composta da persone colte e progressiste.
Il padre di Irene era il generale di corpo d'armata Vincenzo Rossi, autore di due trattati militari molto reputati ai suoi tempi: "Guerra in montagna" (1902) e "La spedizione inglese nel Tibet" (1905). La madre, Maria Pia Luzzatto, era nata e cresciuta a Vienna, di origine ebraica, poliglotta, aveva trasmesso alle due figlie la passione per le lingue (ne parlava correntemente cinque), per l'arte e la letteratura.
Irene era anche la nipote dell'avvocato penalista Francesco Rossi (1863-1948), anche sindaco di Bordighera dal 1901 al 1907, e la cugina dell'avvocato Paolo Rossi, che sarebbe stato Ministro della pubblica istruzione, presidente della Commissione parlamentare antimafia e presidente della Corte Costituzionale. La figlia di Paolo Rossi, quindi sua cugina di secondo grado, era la scrittrice Maria Francesca Rossi, nota come Francesca Duranti.
Già dal 1934 Maria Vittoria Rossi esordì sulle colonne del quotidiano «Il Lavoro» di Genova, chiamatavi da Giovanni Ansaldo, con lo pseudonimo Mariù, mutato successivamente in Oriane in omaggio ad Oriane de Guermantes, personaggio creato da Marcel Proust. Ansaldo nel 1937 la segnalò a Leo Longanesi quale notista di costume per il nuovo settimanale Omnibus.

### L'incontro con Gaspero del Corso
Già fidanzata con un caro amico di Indro Montanelli, il genovese Carlo Ròddolo, fu in questo periodo che, in occasione di un ballo all'hotel Excelsior di Roma, conobbe Gaspero del Corso, un giovane ufficiale con il quale scoprì di condividere l'intensa passione per Proust, per l'arte in genere e per i viaggi. Fu un colpo di fulmine, tanto che i due si sposarono dopo pochissimi incontri.
Nel 1937 Maria Vittoria Rossi divenne Irene Brin: lo pseudonimo le fu attribuito da Leo Longanesi, che invitò la giornalista a collaborare al rotocalco settimanale «Omnibus», sul quale compariva - novità per l'epoca - una rubrica di cronache mondane scritte con malizia e raffinatezza, lontane dallo stile agiografico dell'epoca. Fu un'attività che Irene Brin svolse contemporaneamente ai suoi frequenti viaggi con il marito: viaggi che portarono la coppia a intrecciare rapporti con la migliore società cosmopolita. Nel 1941 scrisse il suo primo libro, "Olga a Belgrado", ispirato alla sua esperienza durante la guerra in Jugoslavia.

### La guerra
Nel 1943 i due coniugi tornarono a Roma. Formalmente, in seguito all'armistizio, Gaspero del Corso era un disertore e quindi si nascose in casa, insieme a una quarantina di altri ufficiali e soldati sbandati per evitare i rastrellamenti tedeschi.
In tale periodo le uniche entrate erano costituite dai compensi per le traduzioni di Irene, peraltro sempre più scarse via via che Irene smetteva di lavorare per gli editori che collaboravano con gli occupanti. Fu così che Brin iniziò a vendere i propri regali di nozze: a partire da una borsa di coccodrillo, per proseguire con stampe e disegni di artisti tra cui Picasso, Matisse, Morandi.
Poco dopo Irene Brin trovò una sistemazione come commessa nella libreria d'arte La Margherita, coadiuvata dal marito che sotto la falsa identità di Ottorino Maggiore le procacciava libri, disegni e clienti. Parla della loro attività il racconto di Henry Furst La morte di Mozart (Longanesi, Milano 1957).

### La galleria L'Obelisco
Durante l'attività presso La Margherita si presentò a Irene un allora sconosciuto artista, Renzo Vespignani, con un nutrito portafoglio di disegni. Irene e Gaspero comprarono in proprio i lavori e li rivendettero in brevissimo tempo, confermando così la propria vocazione di mercanti; fu questo il loro primo acquisto e anche la prima vendita per Vespignani.
Nel 1946 la coppia affittò un locale in via Sistina 146, nel quale nacque la "Galleria l'Obelisco di Gaspero e Maria del Corso", che in breve tempo assunse un'importanza primaria nel panorama culturale della capitale, come si può evincere dall'elenco delle mostre organizzate nel corso del tempo.

### La Settimana Incom
Nell'immediato dopoguerra Irene Brin iniziò una lunga collaborazione con La Settimana Incom illustrata di Luigi Barzini junior, la versione a rotocalco del più famoso cinegiornale del dopoguerra.
Su quelle pagine Irene, con la scusa di dispensare alle lettrici consigli di stile, portamento, vita sociale, moda e così via, produceva dei minuscoli pezzi letterari ricchi di ironia e citazioni non palesi, comprensibili ad un pubblico colto e raffinato.
I suoi articoli erano firmati con lo pseudonimo di Contessa Clara Ràdjanny von Skèwitch, personaggio che Irene impersonava fingendo d'essere un'anziana, aristocratica esule da un non meglio precisato paese d'oltrecortina, citando qua e là episodi riguardanti propri incontri con altezze reali e scrittori celeberrimi. Così, alla voce "sonno", raccontava di una conversazione sull'insonnia tra Henri Bergson e Marcel Proust, mentre, alla voce "taxi", richiamava un incontro con un amico d'infanzia, esule a Parigi, che sbarcava il lunario facendo tale mestiere.
Il personaggio della Contessa Clara ispirò ad Alberto Sordi la parodia radiofonica del Conte Claro e a Franca Valeri il personaggio della baronessa Eva Bolavsky nel film Piccola posta.

### Harper's Bazaar
Irene peraltro personificava alla perfezione quell'ideale di stile di cui scriveva: ad esempio nel 1950, passeggiando per Park Avenue a New York con il marito, fu fermata da una signora che le chiese dove mai avesse potuto comprare un vestito così di classe (si trattava di una creazione di Fabiani). Fu così che Irene fece la conoscenza con Diana Vreeland, caporedattrice della rivista Harper's Bazaar, della quale Irene fu la prima italiana a collaborare, portando sulle pagine newyorchesi le prime avvisaglie del made in Italy, in un'epoca in cui il mondo della moda parlava soltanto francese.
Irene collaborò attivamente al successo della prima sfilata di moda italiana, organizzata il 12 febbraio 1951 dal marchese Giovanni Battista Giorgini nella sua residenza privata di Villa Torrigiani, in via de' Serragli a Firenze, e della seconda del luglio 1952 che si svolse nella Sala Bianca di Palazzo Pitti.

### Scambi culturali
Nella loro frenetica attività a Roma ed in giro per il mondo, Irene e Gaspero ospitarono all'Obelisco dozzine di artisti famosissimi o emergenti, ma destinati a un grande avvenire; e allo stesso modo portarono l'arte italiana nelle principali piazze, nelle Americhe e in Europa.

### Gli ultimi giorni

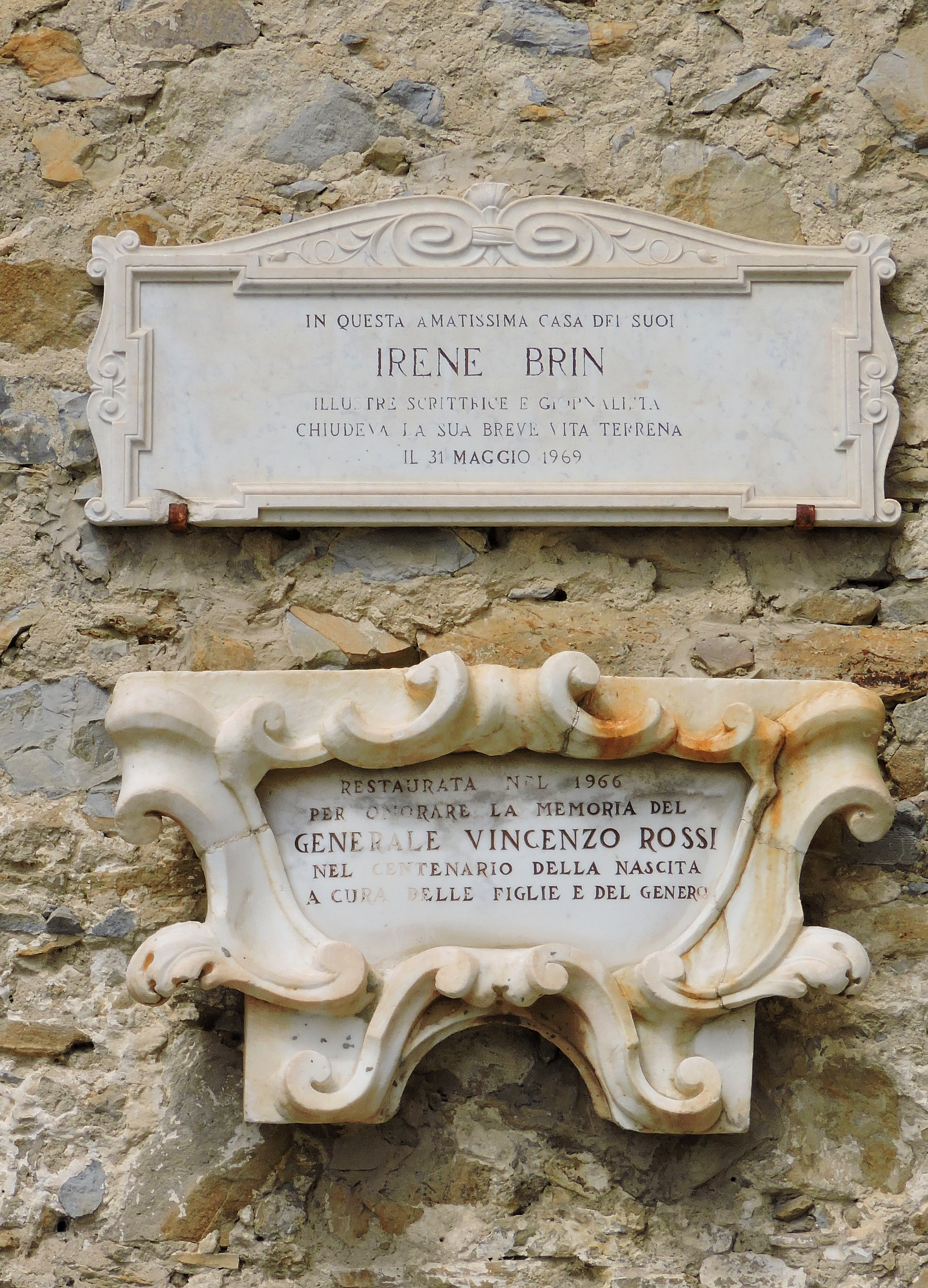
Le lapidi dedicate a Irene Brin e a suo padre Vincenzo Rossi (Sasso di Bordighera)

Quando seppe di essere stata colpita da una malattia inguaribile, Irene reagì continuando la propria attività di lavoro e di viaggio esattamente come prima; nella primavera del 1969 infatti i due coniugi si recarono come di consueto a Strasburgo per visitare le esposizioni d'arte locali. Sulla strada del ritorno, non essendo in grado di proseguire il viaggio fino a Roma, Irene decise di fermarsi nella casa d'origine, a Sasso di Bordighera, dove morì il 31 maggio.

## Archivio personale
L'archivio Irene Brin, assieme a quello di Gasparo Del Corso e della Galleria L'obelisco, venduto dagli eredi al libraio romano Giuseppe Casetti, dopo una serie di trattative è stato acquisito nel 2000 dalla Galleria nazionale di arte moderna e contemporanea. Il fondo è diviso in carte personali; libri, cataloghi, riviste e quotidiani; documentazione iconografica; due oggetti d'arte e tre oggetti di uso quotidiano.
Nel 1969, Irene Brin donò la sua collezione di Harper's Bazaar alla Biblioteca "Fiamma Lanzara" dell'Accademia di Costume e Moda di Roma

## Premio Irene Brin
A seguito della sua scomparsa Rosana Pistolese, fondatrice di Accademia di Costume e di Moda, volle istituire un Premio a suo nome, per valorizzare il talento di giovani professionisti della moda.

## Libri pubblicati
- Olga a Belgrado, Vallecchi, Firenze 1943
- Usi e Costumi, 1920-1940, Donatello de Luigi, Roma 1944
- Le Visite, Casa Editrice Partenia, Roma 1944
- Images de Lautrec, Carlo Bestetti, Edizioni d'arte/Collezione dell'Obelisco, Roma 1947
- Femmes de Lautrec, Carlo Bestetti, Edizioni d'arte/Collezione dell'Obelisco, Roma 1954
- I Segreti del Successo, Colombo Editore, Roma 1954 (con lo pseudonimo Contessa Clara)
- Il Galateo, Colombo Editore, Roma 1959 (con lo pseudonimo Contessa Clara)

### Riedizioni recenti
- Usi e costumi 1920-1940, Ed. Sellerio, Palermo 1981
- Il Dizionario del successo e dell'insuccesso e dei luoghi comuni, Ed. Sellerio, Palermo 1986
- Le Visite, Ed. Sellerio, Palermo 1991
- Cose Viste, (1938-39), Ed. Sellerio, Palermo 1994
- Olga a Belgrado, Elliot Edizioni, Roma 2012
- L'Italia esplode. Diario dell'anno 1952, a cura di C. Palma, con saggi di V. C. Caratozzolo e I. Schiaffini,  n. 9 della collana La memoria restituita, diretta da M. Caffiero e M.I. Venzo, ed. Viella, 2014
- Piccoli sogni di vestiti e di amore, Ed. Archinto, Milano 2019
- Le perle di Jutta e altri scritti giovanili, Ed. Clichy 2020

## Programmi radiofonici Rai
- Galateo del secolo, programma a cura della Contessa Clara, trasmesso nel luglio 1952